# سات جحوتي
سات جحوتي أو سات تحوتي، هي ملكة مصرية قديمة غير حاكمة أو زوجة ملك من عهد الأسرة السابعة عشرة، وهي ابنة الملك سانخت رع تاعا الأول والملكة تتيشيري ، وكانت كذلك أختاً غير شقيقة وزوجة للملك سقنن رع وأماً للأميرة أحمس.

## حياتها
كانت الملكة سات جحوتي ابنة الملك سانخت رع تاعا الأول وأخت الملك سقنن رع تاعا الثاني، والملكتين أعح حتب وأحمس إنحابي ، كما كانت متزوجة من أخيها غير الشقيق سقنن رع، وحملت و أنجبت له ابنتهما أحمس. وعلى تابوتها ذكر أنها ابنة الملكة تيتيشيري ، وكان لها اسم آخر تدعى به هو ساتيبو.

## ألقابها
حملت الملكة سات جحوتي الألقاب التالية:
- زوجة الملك
- أخت الملك
- ابنة الملك.[3]

## مدفنها
تم اكتشاف مومياء الملكة سات جحوتي في عام 1820 مع تابوتها، و قناع ذهبي، وجعران قلب ولفائف من الكتان أهدتها لها ابنة أختها الملكة أحمس نفرتاري و هذه اللفائف منقوشة بالنص التالي:
مهداة من زوجة الإله، وزوجة الملك وأم الملك أحموس نفرتاري فلتحيا أبداً، و كذلك سات جحوتي.
غطاء تابوت الملكة سات جحوتي الآن في ميونيخ ، في حين يقع قناعها الجنائزي في المتحف البريطاني (تحت رقم EA 29770).